# Karl von Kolb

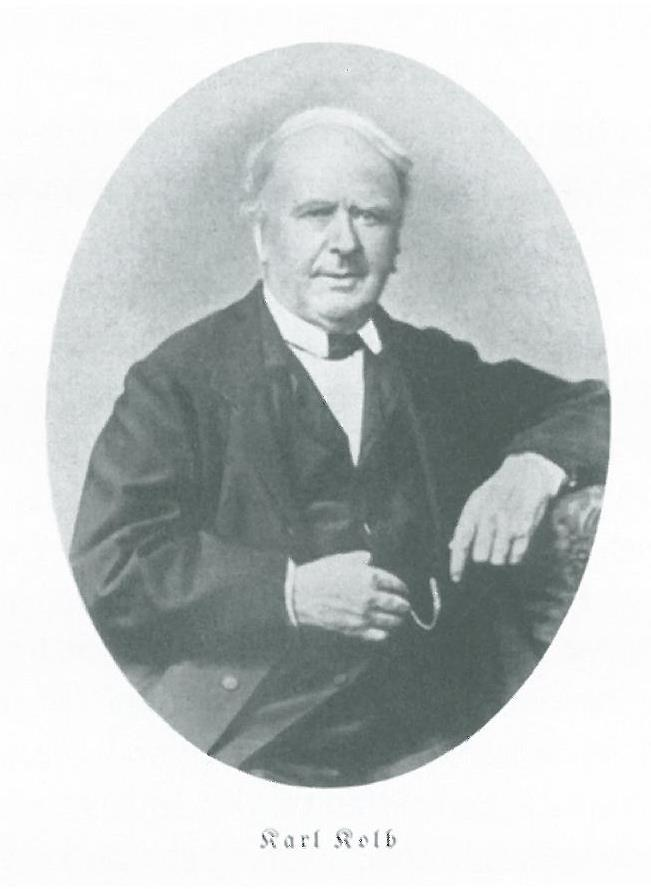
Karl von Kolb 1800–1866

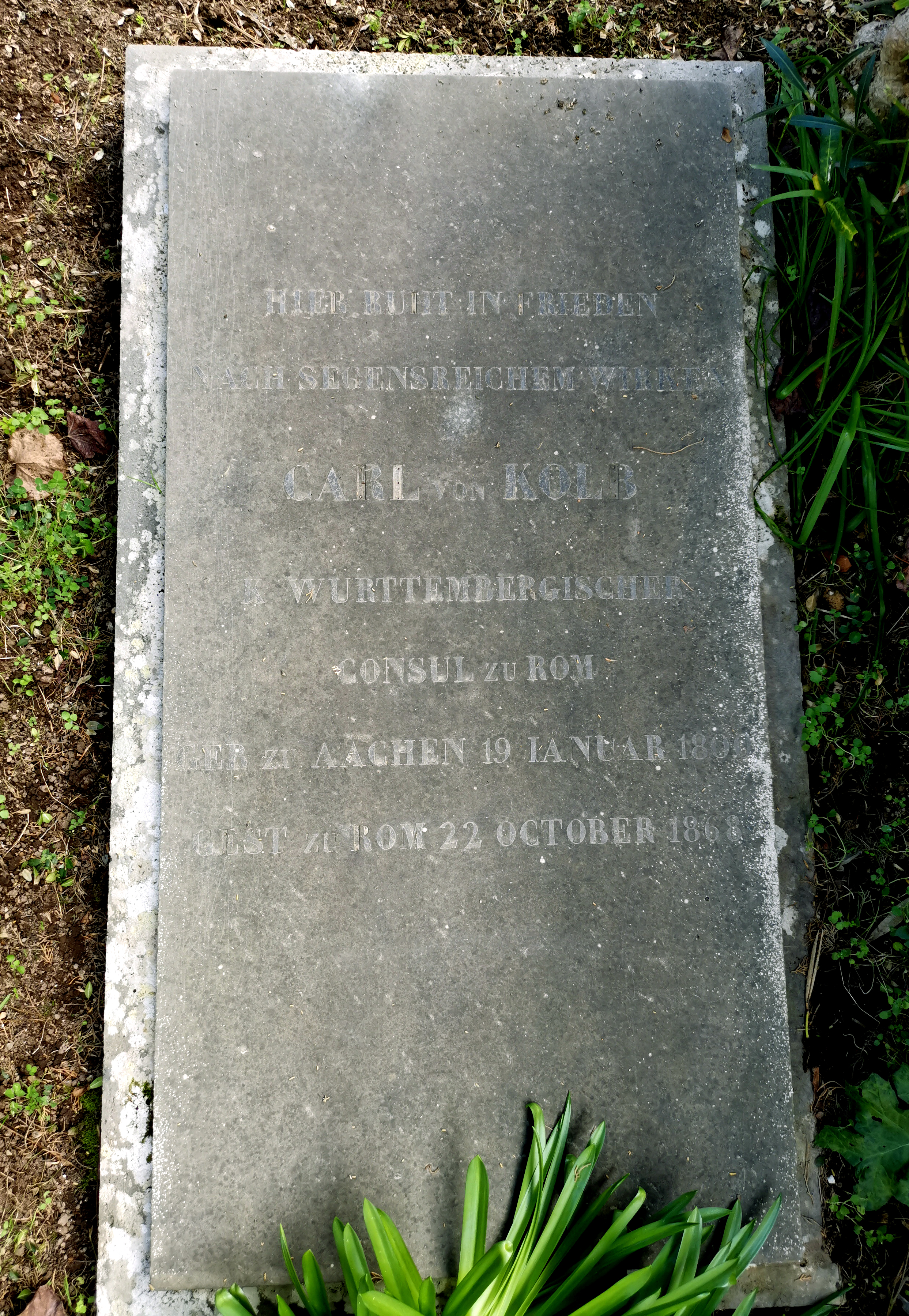
Grab auf dem Nichtkatholischen (Protestantischen) Friedhof Rom

Karl Bernhard Kolb, ab 1837 von Kolb, (* 19. Januar 1800 in Aachen; † 22. Oktober 1868 in Rom) war ein deutscher Kaufmann, Bankier und württembergischer Konsul in Rom.

## Herkunft und Leben
Karl Kolb wurde 1800 in Aachen evangelisch auf die Namen Carl Bernhard getauft. Seine Eltern waren Johann Gottfried Kolb (1772–1835) und Juliane Maria Coelln, Tochter eines Aachener Apothekers und Stieftochter seines Großonkels Jakob Friedrich Kolb (1748–1813). Der Vater hatte von seinem Onkel Jakob Friedrich Kolb die Tuchmanufaktur Kornelimünster übernommen; die Geschäfte liefen aber schlecht, und so übersiedelte er 1822 nach Göppingen, um in Salach eine mechanische Baumwollspinnerei zu gründen. Die Eltern hatten insgesamt neun Kinder, drei Knaben und sechs Mädchen. Ein jüngerer Bruder von Karl Kolb war der Justizrat und Vedutenzeichner Ludwig Kolb.
Karl Kolb machte zunächst eine kaufmännische Lehre in Triest. 1827/28 gründete er in Rom eine Handels- und Speditionsfirma, innerhalb welcher im Laufe der Jahre das Finanzgeschäft immer stärker anwuchs und schließlich in ein Bankinstitut mündete. 1833 wurde er württembergischer Konsul in Rom, versah diese Funktion auch zeitweise für die Großherzogtümer Baden und Hessen. Mit König Wilhelm I., mit welchem er auf vertrautem Fuß stand, hatte er einen langjährigen Briefwechsel, in welchem er den König über die politischen, wirtschaftlichen, sozialen und kirchlichen Verhältnisse im Kirchenstaat informierte. Zum Dank erhob ihn der König 1837 durch Verleihung des Ritterkreuzes des Ordens der württembergischen Krone in den württembergischen Personaladel. 1848 erhielt er das Kommenturkreuz dieses Ordens. Seit 1841 war er, da der eigentlich benannte Gesandte ständig abwesend war, geschäftsführender Vertreter desselben und blieb dies bis zu seinem Tode, obwohl er Protestant war. Durch seine enge Verbundenheit mit König Wilhelm I. und seine hervorragende Kenntnis der Sachlage war Karl Kolb direkt beteiligt an der Vorbereitung des württembergischen Konkordats mit dem Vatikan, ausgehandelt 1857 und in Gesetzesform gegossen 1862.
Karl Kolb blieb ledig, hatte aber eine Beziehung zu der Witwe Josephine Virginie de Végy geb. Wunderlich. Diese kam 1839 nach Rom, starb aber schon 1842, noch bevor Kolb sie heiraten konnte. In Rom gebar sie eine Tochter, welche aber nicht Kolbs Kind gewesen sein soll. Dennoch nahm er das Kind als Pflegetochter bei sich auf. Um den Fortbestand seines Bankhauses zu sichern, ließ er in den letzten zehn Jahren seines Lebens (d. h. seit 1858) seinen Neffen Adolf Nast, den Sohn seiner Schwester Henriette, nach Rom kommen, damit er sich im Bankgeschäft einarbeiten könne. Nach Karl von Kolbs Tod übernahm dieser 1869 die Banca Kolb und erwirkte bei den Behörden, dass der Name Kolb im neuen Firmennamen Nast-Kolb weiterleben konnte. Diese wurde bis zu ihrer Auflösung mitten im Weltkrieg 1916 unter dem Namen Nast-Kolb & Schumacher weitergeführt. Sie war die größte Privatbank Roms. Adolf Nast-Kolb übernahm 1869 von seinem Onkel auch das Amt des württembergischen Konsuls und war von 1864 bis 1902 außerdem Konsul des Deutschen Reiches in Rom.

## Porträt
- Ein Foto „Karl Kolbs“ befindet sich in Koenig-Warthausen (1934), nach S. 304.

## Werke
- Ab 1833 umfassende Korrespondenz von über 1.000 Briefen mit dem württembergischen König Wilhelm I. über die politische, ökonomische, soziale usw. Lage im Kirchenstaat.